# Néoules
Néoules este o comună în departamentul Var din sud-estul Franței. În 2009 avea o populație de 2 828 de locuitori.

## Evoluția populației
| An        | 1975 | 1982 | 1990 | 1999 | 2006 | 2009 |
| --------- | ---- | ---- | ---- | ---- | ---- | ---- |
| Populație | 151  | 200  | 331  | 446  | 602  | 640  |